# John Hale (Drehbuchautor)
John Hale geboren als John Barry Hale (* 5. Februar 1926 in Woolwich, England) ist ein britischer Drehbuchautor und Schauspieler, der durch Kinofilme wie Königin für tausend Tage, Das zweite Leben des Mr. Soames, Maria Stuart, Königin von Schottland oder Kreuzfeuer der Agenten international bekannt wurde.

## Leben und Karriere
John Barry Hale, geboren 1926 als Sohn von Alfred John (einem Soldaten) und Ethel (Barr) Hale in Woolwich einem Stadtteil in den Docklands im Südosten Londons, arbeitete zwischen 1955 und 1958 zuerst als Gründer und künstlerische Direktor am Lincoln Theatre, danach von 1958 bis 1959 als künstlerische Direktor am Arts Theatre in Ipswich, danach von 1959 bis 1961 in Bristol am Old Vic, später von 1988 bis 1971 nochmal künstlerische Direktor am Greenwich Theatre. Neben seiner Tätigkeit als künstlerischer Leiter am Theater und seiner Arbeit als freischaffender Romanautor und Dramatiker war Hale seit 1964 auch als Drehbuchautor für Film und Fernsehen tätig. Häufig arbeitete er für Fernsehserien.
Seinen Durchbruch als Drehbuchautor im Kino gelang ihm im Jahr 1969, als er zusammen mit Bridget Boland und Richard Sokolove das Drehbuch für Charles Jarrotts Historiendrama Königin für tausend Tage mit Richard Burton und Geneviève Bujold verfasste. Für den Film erhielt das Autorenteam um John Hale eine Oscar-Nominierung in der Kategorie Bestes adaptiertes Drehbuch und den Golden Globe Award. Ein Jahr später schrieb er das Drehbuch für das Science-Fiction-Drama Das zweite Leben des Mr. Soames mit Terence Stamp, Robert Vaughn und Nigel Davenport in den Hauptrollen. Regie führte der Brite Alan Cooke. 1971 bat ihn Charles Jarrott erneut ein Drehbuch für ihn zu verfassen, dieses Mal für den Historienfilm Maria Stuart, Königin von Schottland. Die Protagonisten im Film waren Vanessa Redgrave, Glenda Jackson und Patrick McGoohan. Später, in den 1970er und 1980er Jahren schrieb er dann wieder verstärkt für das Fernsehen. Im Jahr 1986 entstand nach seinem Roman The Whistle Blower die Geschichte zum Michael Caine Film Kreuzfeuer der Agenten, inszeniert von Regisseur Simon Langton.
Neben seiner Tätigkeit als Drehbuchautor arbeitete John Hale auch gelegentlich als Schauspieler, unter anderem sah man ihn in der Fernsehserie Gauner gegen Gauner mit David Niven und Charles Boyer, darüber hinaus 1965 in Robert Mulligans Kinoproduktion Verdammte, süße Welt, des Weiteren 1968 in John Cassavetes Filmdrama Gesichter oder Mitte der 1990er Jahre in der Fernsehminiserie Nostromo – Der Schatz in den Bergen.
Seit August 1950 ist Hale mit Valerie June Bryan, einer Künstlerin verheiratet. Aus der Ehe stammen die Kinder: Simon John Hale und Felicity Joanna Hale.

## Auszeichnungen (Auswahl)
- 1970: Oscar-Nominierung in der Kategorie Bestes adaptiertes Drehbuch bei der Verleihung 1970 für das Historiendrama Königin für tausend Tage zusammen mit Bridget Boland und Richard Sokolove
- 1970: Golden Globe Award bei der Verleihung 1970 für das Historiendrama Königin für tausend Tage zusammen mit Bridget Boland und Richard Sokolove

## Filmografie (Auswahl)

### Kino
als Drehbuchautor
- 1969: Königin für tausend Tage (Anne of the Thousand Days)
- 1970: Das zweite Leben des Mr. Soames (The Mind of Mr. Soames)
- 1971: Maria Stuart, Königin von Schottland (Mary, Queen of Scots)
- 1986: Kreuzfeuer der Agenten (The Whistle Blower)

### Fernsehen
als Drehbuchautor
- 1964–1967: ITV Play of the Week (Fernsehserie, 4 Episoden)
- 1966: You Can’t Win (Fernsehserie, 3 Episoden)
- 1966: Thirteen Against Fate (Fernsehserie, 1 Episode)
- 1966–1972: Armchair Theatre (Fernsehserie, 3 Episoden)
- 1967: The Queen’s Traitor (Fernsehserie, 5 Episoden)
- 1967: Out of Town Theatre (Fernsehminiserie, 1 Episode)
- 1967–1968: ITV Playhouse (Fernsehserie, 3 Episoden)
- 1969: The Distracted Preacher (Fernsehfilm)
- 1969–1973: ITV Saturday Night Theatre (Fernsehserie, 2 Episoden)
- 1971: Elizabeth R (Fernsehminiserie, 1 Episode)
- 1973: Ego Hugo (Fernsehfilm)
- 1975 The Love School (Fernsehserie, 1 Episode)
- 1981: BBC2 Playhouse (Fernsehserie, 1 Episode)
- 1991: Children of the North (Fernsehserie, 4 Episoden)
- 1996–1997: Nostromo – Der Schatz in den Bergen (Fernsehminiserie, 4 Episoden)

als Schauspieler
- 1964–1965: Gauner gegen Gauner (Fernsehserie, 2 Episoden)
- 1965: Verdammte, süße Welt (Inside Daisy Clover)
- 1968: Gesichter (Faces)
- 1969: Die Spur des Jim Sonnett (Fernsehserie, 1 Episode)
- 1996–1997: Nostromo – Der Schatz in den Bergen (Fernsehminiserie, 4 Episoden)